# Synedoida biformata
Synedoida biformata là một loài bướm đêm trong họ Erebidae.